# Maurício (ur. 2001)
Maurício Magalhães Prado (ur. 22 czerwca 2001 w São Paulo) – brazylijski piłkarz pochodzenia paragwajskiego występujący na pozycji ofensywnego pomocnika lub skrzydłowego, od 2020 roku zawodnik Internacionalu.
Jego ojciec pochodzi z Paragwaju.